# Yevlakh
Yevlakh (tiếng Azerbaijan: Yevlax) là một thành phố thuộc Azerbaijan. Dân số thời điểm năm 2020 là 129.700 người.